# ダンベリー (コネチカット州)
ダンベリー（英: Danbury）は、アメリカ合衆国コネチカット州のフェアフィールド郡にある都市。人口は8万6518万人（2020年）。ニューヨーク市の北東112kmに位置しており、ニューヨーク都市圏に含まれる。
ダンベリー市は、初期開拓者の多くがイングランドのエセックスにあるダンベリー出身だったことから名付けられた。帽子を製造していた歴史があり、国内の帽子のほぼ25%を製作していたこともあったので、「帽子の都市」という綽名がある。市内にはダンベリー病院や、ウェスタン・コネチカット州立大学がある。

## 歴史
ダンベリーに最初の開拓者が入植したのは1685年のことであり、現在のノーウォークとスタンフォードから8家族が移動してきた。ダンベリーの地域は当時パークィオク族インディアンからそのまま「パークィオク」と呼ばれていた。初期開拓者の一人がサミュエル・ベネディクトであり、1685年に兄弟のジェイムズ・ベネディクト、ジェイムズ・ビーブ、ジュダ・グレゴリーと共に、パークィオク族から土地を購入した。土地のインディアンから「パクィアック」（開けた平原あるいは開かれた土地）とも呼ばれており、開拓者達は、町の名前に「スワンプフィールド」（湿地野原）を選んだが、1687年10月、植民地議会がダンベリーという名前を決めた。議会は新しい町の領域内で区画割りを定める委員会を指名した。1693年に測量が行われ、1702年に正式な町の認可が行われた。
アメリカ独立戦争のとき、ダンベリーは大陸軍のための重要な軍需物資保管所だった。1777年4月26日から27日、ウィリアム・トライアン少将が指揮するイギリス軍が町を燃やし、略奪した。ダンベリー市の市章に中央に書かれているモットーは、ラテン語の Restituimus （我々は回復した）であり、ロイヤリストの軍隊によって破壊されたあとから立ち直ったことを言っている。このリッジフィールドの戦いでダンベリーを攻撃したイギリス軍によって、大陸軍の将軍デイビッド・ウースターが致命傷を負った。ウースターはダンベリーのウースター墓地に埋葬された。ダンベリーにある私立のウースター学校はこのウースターにちなむ命名である。
1780年、ダンベリーで初の帽子工場がザドック・ベネディクトによって設立された。従業員は3人であり、州に18個の帽子を作った。20世紀のダンベリーは「帽子の都市」あるいは「世界の帽子首都」と呼ばれた。1904年にはアメリカで造られた帽子の24%を生産した。
1802年、トーマス・ジェファーソンがダンベリーのバプテスト協会に手紙を書いた。この協会は町の会衆派教会員から迫害を受ける心配を表明していた。ジェファーソンはその手紙で「政教分離原則」という言葉を使っており、この表現が初めて使われた機会になった。一般に信じられているようにアメリカ合衆国憲法にこの言葉は現れておらず、憲法修正第1条の自由権条項と組み合わされて、この制度が通念とされたのが正しい。憲法の起草者と考えられるジェームズ・マディソンは政教分離について似たような表現を使った。ジェファーソンの手紙はダンベリーのユニテリアン・ユニヴァーサリズム教会で展示されている。
最初のダンベリー祭は1821年に開催された。1869年に毎年開催される行事になった。最後に開催されたのは1981年だった。その催事広場は整地されてダンベリー・フェアモールが建設され、1986年秋に開業した。

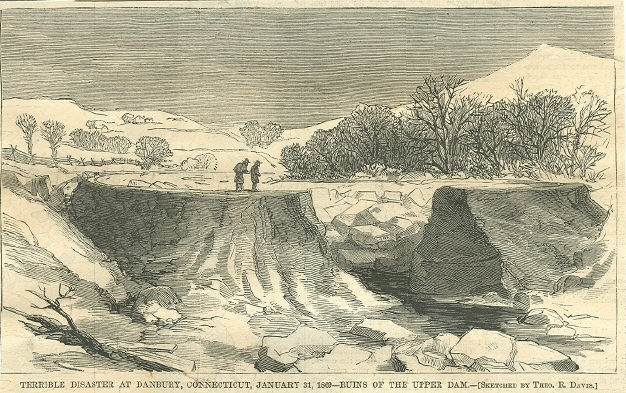
コハンザ貯水池災害、1869年1月31日

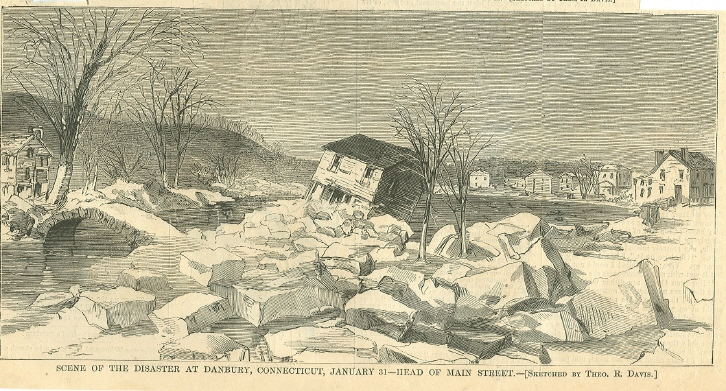
"ダンベリーの災害現場"、1869年1月31日

1835年、コネチカット州議会がフェアフィールド郡鉄道の鉄道認可を行ったが、投資が鈍かったので建設されることはなかった。1850年、組織の計画は後退し、ダンベリー・アンド・ノーウォーク鉄道と改名された。全長23マイル (37 km) の鉄道工事が急速に進んだ。1852年、ダンベリーを通る最初の鉄道が開通し、2編成の列車がノーウォークまで75分で走った。
ダンベリーの中心部が1822年にボロとして法人化された。このボロが1889年4月19日にダンベリー市として再法人化された。市と町が1965年1月1日に統合された。
帽子工場に水を供給するために造られた多くの貯水池の1つ、コハンザ貯水池が1869年1月31日に決壊した。その後の氷のような水の洪水で30分間の内に11人が死に、家屋や農場に大きな被害を与えた。
1900年6月29日、バッファロー・ビルのワイルド・ウェスト・ショーに同行していたオグララ・スー族インディアンのアルバート・アフレイド・オブ・ホークがここで他界した。その遺骸はウースター墓地に葬られた。アフレイド・オブ・ホークの遺骸は112年後にウースターの従業員ロバート・ヤングによって発見された。バイソン革のローブで包まれていたその遺骸は、部族の子孫によって再度埋葬されるため、サウスダコタ州ロッキーフォードのセントマークス・エピスコパル墓地に移された。
1902年、アメリカ労働総同盟がダンベリーの非組合員帽子製造社ディートリヒ・ローの全国的なボイコットを呼びかけた。ローはシャーマン反トラスト法の下に不当な取引規制だと同盟を訴えた。1980年、アメリカ合衆国最高裁判所は同盟が損失に対して責任があると裁定した。これはダンベリー帽子製造社事件と呼ばれている。
1928年、フェアグラウンドに近い広さ60エーカー (24 ha) の土地を地元のパイロットが購入し、町に貸した。そこが空港となり、現在はダンベリー市民空港となっている(ICAO: KDXR)。
コネチカット州最大の湖であるキャンドルウッド湖は、ウッド・クリークとロッキー川がフーサトニック川近くで合流する場所に、1929年に造成された湖である。現在の湖がある土地は水力発電施設としてコネチカット電灯電力会社が所有し運営していたが、2006年6月に900万ドルで売却された。
雑誌「マネー」の1988年8月号で、「アメリカ合衆国で住みたい都市」の第1位にダンベリーを挙げていた。これは犯罪率の低さ、学校の良さ、および場所が評価された。

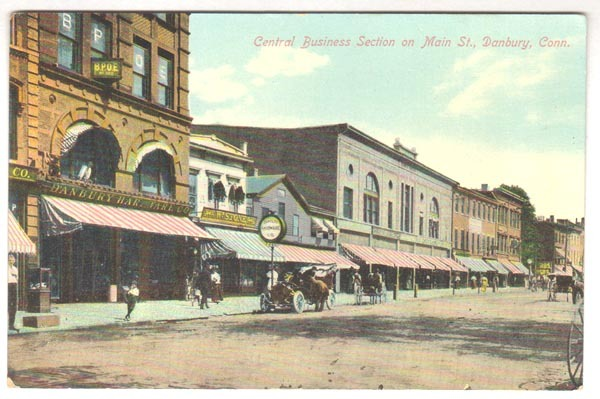
中心街メインストリート、1907年頃

### 第二次世界大戦中の活動
第二次世界大戦、ダンベリーの刑務所は良心的兵役拒否者の収容に使われた多くの収容所の1つとなった。アメリカ合衆国刑務所の収容者6人に1人が良心的兵役拒否者であり、ダンベリーのような刑務所が突然、社会運動に熟練した教養ある多くの人々で一杯になった。刑務所内の収容者の運動があったので、地元労働者が良心的兵役拒否者と団結して抗議することになり、ダンベリーは国内でも初めて収容者を人種統合した刑務所となった。

### 歴史的な絵と写真

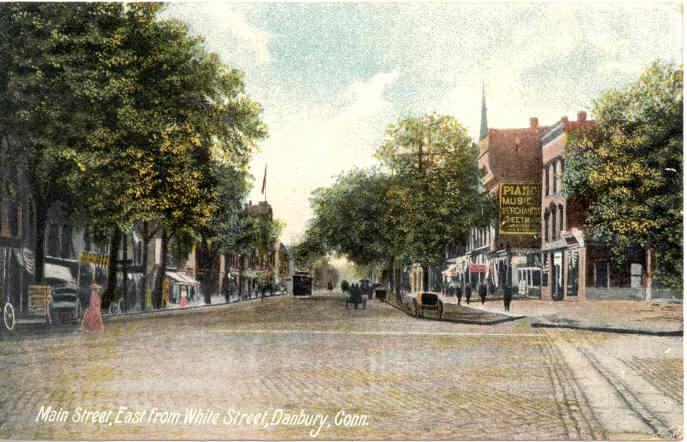
メインストリート、ホワイト通りから東を望む、1907年
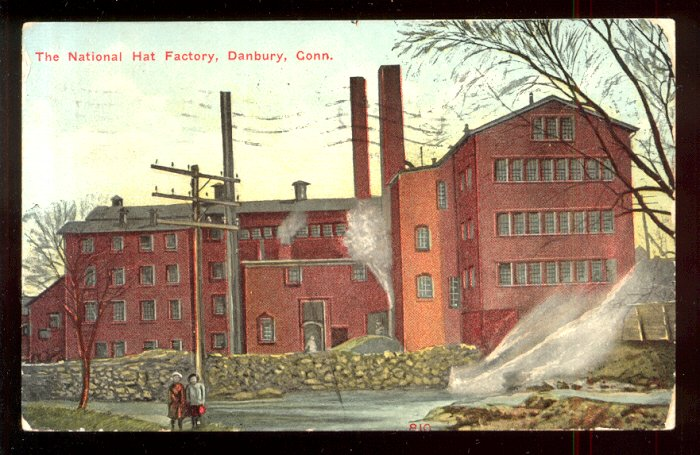
ナショナル帽子工場、1912年頃
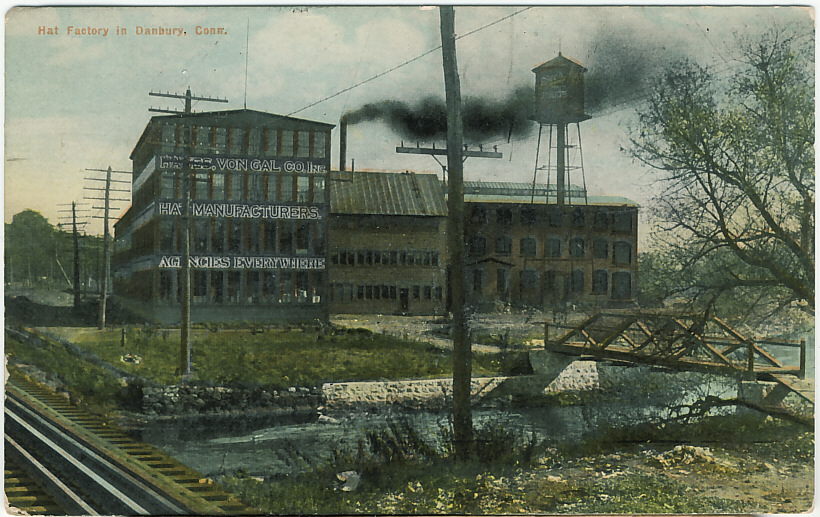
帽子工場、1911年
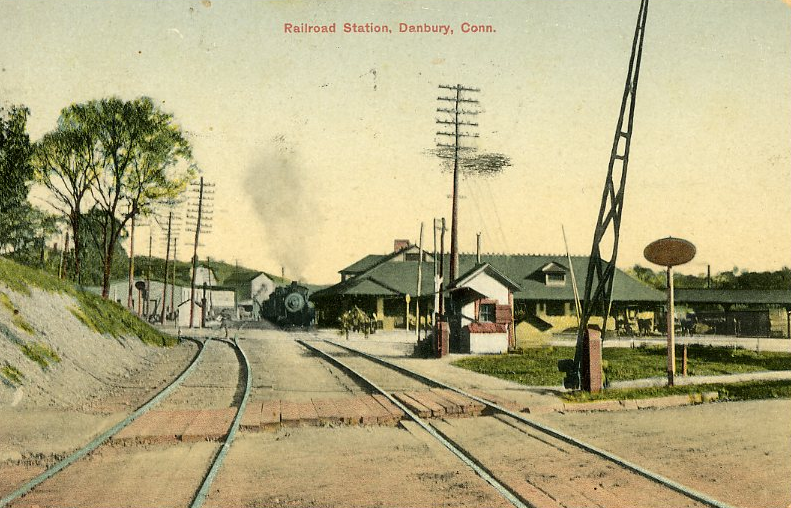
ダンベリー駅、1910年頃

## 地理
アメリカ合衆国国勢調査局に拠れば、市域全面積は44.3平方マイル (115 km2)であり、このうち陸地42.1平方マイル (109 km2)、水域は2.2平方マイル (5.7 km2)で水域率は4.94%である。キャンドルウッド湖の南部が市域に入っている。ダンベリーの南西はリッジフィールド町、南はレディング町、南東はベセル町、北東はブルックフィールド町、北はニューフェアフィールド町、西はニューヨーク州パットナム郡に接している。
ダンベリーは湿潤大陸性気候（ケッペンの気候区分Dfa）と温暖湿潤気候（同Cfa）の境目にあり、四季がはっきりしており、コネチカット州海岸部やニューヨーク市よりも、内陸にあるハートフォード市の気候に似ている。夏は暑くて湿度が高く、冬は寒く、かなりの雪が降る。月間平均気温は1月の26.8°F (-2.9 ℃) から7月の73.9°F (23.3 ℃) まで変化する。気温が90°F (32 ℃) に達するのは年間で18日、0°F (-18 ℃) 以下になるのは年間3.1日である。年間平均降水量は52.1インチ (1,320 mm) であり、年間を通じて平均した雨が降る。雪は1シーズン平均50インチ (127 cm) 降り、年によって変動が大きい。過去最高気温は1926年7月22日の106°F (41 ℃)、過去最低気温は1934年2月9日の-18°F (-28 ℃) だった。
| ダンベリー（1981年–2010年平均、最高最低値は1937年から現在まで）の気候 | ダンベリー（1981年–2010年平均、最高最低値は1937年から現在まで）の気候 | ダンベリー（1981年–2010年平均、最高最低値は1937年から現在まで）の気候 | ダンベリー（1981年–2010年平均、最高最低値は1937年から現在まで）の気候 | ダンベリー（1981年–2010年平均、最高最低値は1937年から現在まで）の気候 | ダンベリー（1981年–2010年平均、最高最低値は1937年から現在まで）の気候 | ダンベリー（1981年–2010年平均、最高最低値は1937年から現在まで）の気候 | ダンベリー（1981年–2010年平均、最高最低値は1937年から現在まで）の気候 | ダンベリー（1981年–2010年平均、最高最低値は1937年から現在まで）の気候 | ダンベリー（1981年–2010年平均、最高最低値は1937年から現在まで）の気候 | ダンベリー（1981年–2010年平均、最高最低値は1937年から現在まで）の気候 | ダンベリー（1981年–2010年平均、最高最低値は1937年から現在まで）の気候 | ダンベリー（1981年–2010年平均、最高最低値は1937年から現在まで）の気候 | ダンベリー（1981年–2010年平均、最高最低値は1937年から現在まで）の気候 |
| 月                                                                    | 1月                                                                   | 2月                                                                   | 3月                                                                   | 4月                                                                   | 5月                                                                   | 6月                                                                   | 7月                                                                   | 8月                                                                   | 9月                                                                   | 10月                                                                  | 11月                                                                  | 12月                                                                  | 年                                                                    |
| --------------------------------------------------------------------- | --------------------------------------------------------------------- | --------------------------------------------------------------------- | --------------------------------------------------------------------- | --------------------------------------------------------------------- | --------------------------------------------------------------------- | --------------------------------------------------------------------- | --------------------------------------------------------------------- | --------------------------------------------------------------------- | --------------------------------------------------------------------- | --------------------------------------------------------------------- | --------------------------------------------------------------------- | --------------------------------------------------------------------- | --------------------------------------------------------------------- |
| 最高気温記録 °F （°C）                                                | 71 (22)                                                               | 77 (25)                                                               | 92 (33)                                                               | 95 (35)                                                               | 97 (36)                                                               | 105 (41)                                                              | 106 (41)                                                              | 104 (40)                                                              | 100 (38)                                                              | 91 (33)                                                               | 82 (28)                                                               | 80 (27)                                                               | 106 (41)                                                              |
| 平均最高気温 °F （°C）                                                | 35.3 (1.8)                                                            | 39.6 (4.2)                                                            | 48.5 (9.2)                                                            | 61.3 (16.3)                                                           | 72.1 (22.3)                                                           | 80.7 (27.1)                                                           | 85.0 (29.4)                                                           | 82.6 (28.1)                                                           | 74.6 (23.7)                                                           | 62.8 (17.1)                                                           | 51.4 (10.8)                                                           | 40.2 (4.6)                                                            | 61.2 (16.2)                                                           |
| 平均最低気温 °F （°C）                                                | 18.3 (−7.6)                                                           | 21.1 (−6.1)                                                           | 27.7 (−2.4)                                                           | 37.9 (3.3)                                                            | 47.8 (8.8)                                                            | 57.8 (14.3)                                                           | 62.8 (17.1)                                                           | 61.3 (16.3)                                                           | 52.7 (11.5)                                                           | 41.2 (5.1)                                                            | 33.1 (0.6)                                                            | 24.0 (−4.4)                                                           | 40.5 (4.7)                                                            |
| 最低気温記録 °F （°C）                                                | −18 (−28)                                                             | −16 (−27)                                                             | −9 (−23)                                                              | 14 (−10)                                                              | 25 (−4)                                                               | 35 (2)                                                                | 38 (3)                                                                | 37 (3)                                                                | 23 (−5)                                                               | 16 (−9)                                                               | 0 (−18)                                                               | −11 (−24)                                                             | −18 (−28)                                                             |
| 降水量 inch （mm）                                                    | 3.77 (95.8)                                                           | 3.32 (84.3)                                                           | 4.53 (115.1)                                                          | 4.13 (104.9)                                                          | 4.09 (103.9)                                                          | 4.96 (126)                                                            | 4.75 (120.7)                                                          | 4.37 (111)                                                            | 4.88 (124)                                                            | 4.72 (119.9)                                                          | 4.29 (109)                                                            | 4.33 (110)                                                            | 52.13 (1,324.1)                                                       |
| 降雪量 inch （cm）                                                    | 14.9 (37.8)                                                           | 13.1 (33.3)                                                           | 9.7 (24.6)                                                            | 1.6 (4.1)                                                             | 0 (0)                                                                 | 0 (0)                                                                 | 0 (0)                                                                 | 0 (0)                                                                 | 0 (0)                                                                 | 0 (0)                                                                 | 1.2 (3)                                                               | 9.7 (24.6)                                                            | 50.2 (127.4)                                                          |
| 平均降水日数 （≥0.01-inch）                                           | 11.5                                                                  | 9.8                                                                   | 11.8                                                                  | 11.4                                                                  | 12.1                                                                  | 11.9                                                                  | 10.3                                                                  | 9.3                                                                   | 9.0                                                                   | 9.2                                                                   | 10.0                                                                  | 11.5                                                                  | 127.8                                                                 |
| 平均降雪日数 （≥0.1-inch）                                            | 7.9                                                                   | 5.4                                                                   | 4.2                                                                   | .9                                                                    | 0                                                                     | 0                                                                     | 0                                                                     | 0                                                                     | 0                                                                     | .1                                                                    | 1.0                                                                   | 5.0                                                                   | 24.5                                                                  |
| 出典：NOAA                                                            |                                                                       |                                                                       |                                                                       |                                                                       |                                                                       |                                                                       |                                                                       |                                                                       |                                                                       |                                                                       |                                                                       |                                                                       |                                                                       |

## 人口動態
以下は2000年国勢調査による人口統計データである。
| 基礎データ - 人口: 74,848 人 - 世帯数: 27,183 世帯 - 家族数: 17,886 家族 - 人口密度: 686.3人/km2（1,777.4 人/mi2） - 住居数: 28,519 軒 - 住居密度: 261.5軒/km2（677.2 軒/mi2） 人種別人口構成 - 白人: 76.0% - アフリカン・アメリカン: 6.8% - ネイティブ・アメリカン: 0.29% - アジア人: 5.5% - 太平洋諸島系: 0.03% - その他の人種: 7.6% - 混血: 4.0% - ヒスパニック・ラテン系: 15.8% 年齢別人口構成 - 18歳未満: 21.7% - 18-24歳: 10.2% - 25-44歳: 35.6% - 45-64歳: 21.7% - 65歳以上: 11.0% - 年齢の中央値: 35歳 - 性比（女性100人あたり男性の人口） - 総人口: 96.2 - 18歳以上: 94.3 | 世帯と家族（対世帯数） - 18歳未満の子供がいる: 30.3% - 結婚・同居している夫婦: 51.1% - 未婚・離婚・死別女性が世帯主: 10.5% - 非家族世帯: 34.2% - 単身世帯: 26.2% - 65歳以上の老人1人暮らし: 8.5% - 平均構成人数 - 世帯: 2.64人 - 家族: 3.18人 収入と家計 - 収入の中央値 - 世帯: 53,664米ドル - 家族: 61,899米ドル - 性別 - 男性: 39,016米ドル - 女性: 31,319米ドル - 人口1人あたり収入: 24,500米ドル - 貧困線以下 - 対人口: 8.0% - 対家族数: 5.9% - 18歳未満: 8.7% - 65歳以上: 8.3% |

## 政治
| 2010年10月26日時点での登録有権者と政党支持の構成 | 2010年10月26日時点での登録有権者と政党支持の構成 | 2010年10月26日時点での登録有権者と政党支持の構成 | 2010年10月26日時点での登録有権者と政党支持の構成 | 2010年10月26日時点での登録有権者と政党支持の構成 | 2010年10月26日時点での登録有権者と政党支持の構成 |
| 政党                                             | 活性有権者                                       | 非活性有権者                                     | 有権者計                                         | 構成比                                           |                                                  |
| ------------------------------------------------ | ------------------------------------------------ | ------------------------------------------------ | ------------------------------------------------ | ------------------------------------------------ | ------------------------------------------------ |
| 民主党                                           | 10,614                                           | 678                                              | 11,292                                           | 31.89%                                           |                                                  |
| 共和党                                           | 6,585                                            | 373                                              | 6,958                                            | 19.73%                                           |                                                  |
| 無党派                                           | 15,400                                           | 1,333                                            | 16,733                                           | 47.26%                                           |                                                  |
| 少数政党                                         | 385                                              | 32                                               | 417                                              | 0.01%                                            |                                                  |
| 合計                                             | 32,984                                           | 2,416                                            | 35,400                                           | 100%                                             |                                                  |

郵便番号が1963年に導入されたとき、ダンベリー市の全てに「06810」が宛てられた。当時はまだ田園部だったニューフェアフィールド町も同じ番号だった。1984年、「06810」の対象は州間高速道路84号線の南にあるダンベリー市内のみとなり、その北側には新しく「06811」が宛てられた。ニューフェアフィールド町は「06812」となった。

## 経済
- ATMI Inc. – 本社はコマース・ドライブ7。世界の半導体とフラットパネル製造社のための材料と材料パッケージを製造。2005年の売上高は2億8,180万ドル。CEOはダグ・ニューゴールド。
- カータス（リアロジー・コーポレーションの子会社） - 本社はアップルリッジ道路40。従業員1,800人（世界では2,700人）。CEOはケビン・ケルハー。
- イーサン・アレン・インテリアズ Inc. – 本社はイーサン・アレン・ドライブ。家具、カーペット、ランプ、カーテンなど家庭装飾品のデザイン、製造、販売。アメリカ合衆国と海外の300以上あるイーサン・アレン内装デザインセンターのネットワークで販売。従業員6,400人、コネチカット州では618人。2005年の売上高は9億4,900万ドル。CEOはファルーク・カスワリ。
- プラクセア – 本社はオールド・リッジベリー道路39. フォーチュン500に入っている。世界の電子、金属加工、医療、食品加工の産業で使われる工業用ガスを作り販売する。金属とセラミックの粉とコーティングも作る。従業員27,000人、コネチカット州では550人。2006年の売上高は83億ドル。CEOはスティーブ・エンジェル。
- スコラスティック・ライブラリー・パブリッシング Inc.（スコラスティック・コーポレーションの一事業部） – 本社はシャーマン・ターンパイク90。教育、子供用、参考図書を出版。アメリカで発行された最初の百科事典であるエンサイクロペディア・アメリカーナ、スペイン語の百科事典であるヌエバ・エンシクロペディ・カンブレ・エン・リニア、「土地と人々」を出版。フランクリン・ワッツやチルドレンズ・プレスも含む。電子版では初の百科事典であるグロリア・マルチメディア・エンサイクロペディアなどゲームや対話型ソフトウェアも制作。事業部長はグレグ・ウォレル。
- ユニオンカーバイド、1983年にダンベリーに本社を置いた。20年以上そのままだったが、その後ダウ・ケミカルと合併した。

### 主要雇用主
ダンベリー市の2011年包括的財務報告書に拠れば、郡内の主要雇用主は次の通りである。
| 順位 | 雇用主                             | 従業員数 |
| ---- | ---------------------------------- | -------- |
| 1    | ベーリンガーインゲルハイム（薬品） | 2,547    |
| 2    | ダンベリー病院                     | 2,310    |
| 3    | ダンベリー教育学区                 | 1,551    |
| 4    | カータス                           | 1,364    |
| 5    | ウェスタン・コネチカット州立大学   | 595      |
| 6    | ダンベリー市                       | 535      |
| 7    | グッドリッチ（航空宇宙産業）       | 501      |
| 8    | ノルデン爆撃照準器                 | 383      |
| 9    | プラクセア                         | 383      |
| 10   | イーサン・アレン                   | 240      |

## 市政府

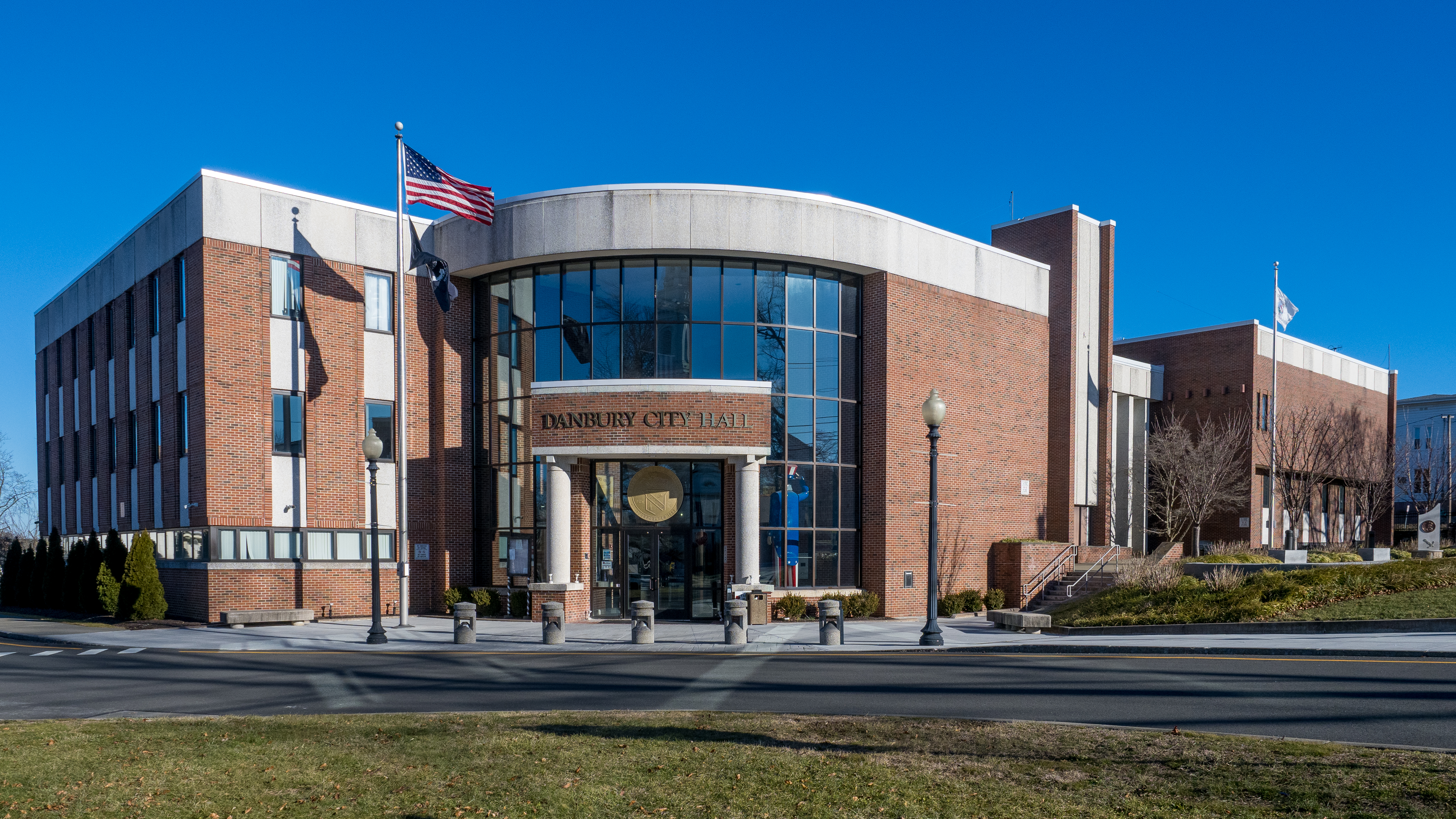
市役所

ダンベリー市の行政部門長は市長であり、任期は2年間である。市政委員会は21人の委員で構成され、市長が主宰する。委員は7つの選挙区から2人ずつ、全市を選挙区に7人が選出される。市政委員会は多数決で条例や決議を定める。条例を市長が5日間承認しない（拒否権に類似）場合は、市政委員会が再度票決する。3分の2以上の多数で再可決された場合は、市長の承認が無くても有効となる。
ダンベリー市から州議会下院には5人の議員を送り出している。アメリカ合衆国下院には2014年時点で民主党議員を送り出している。
2010年の固定資産税率は2.096%だった。
ダンベリー市にはアメリカ陸軍予備役特殊任務部隊である第411民事大隊が駐屯している。

## ダンベリー連邦政府矯正施設
ダンベリーには低セキュリティ女性刑務所であるダンベリー連邦政府矯正施設がある。元は男性刑務所だった。ニューフェアフィールド町との境近くにある。元受刑者の中には、映画『ブロウ』でも有名になったコカインの取扱者で密売人のジョージ・ユング、世界基督教統一神霊協会指導者の文鮮明牧師、ホテル界の大立者レオナ・ヘルムズリーがいた。1945年から1940年までボストン市長を務めたジェイムズ・マイケル・カーリーは、職権乱用を問われて有罪となり、この刑務所で5か月間を過ごした。ジョージ・ゴードン・リディのようにウォーターゲート事件の犯人もここで収監された。テレビ番組の司会者で生活全般の提案者マーサ・スチュワート（ウェストバージニア州で収監）や女性ラップスターのリル・キムは、ニューヨーク市の家にちかいことで、ダンベリーでの収監を要請したが、拒否された。体験記『オレンジは新しい黒: 女性刑務所での一年』を出版したパイパー・カーマンは、2004年頃にこの施設で過ごした経験を綴った。2013年後半、女性刑務所から元の男性刑務所に戻された。

## 教育
ダンベリー市には、ウェスタン・コネチカット州立大学、リドリー・ローウェル経営工業学校がある。

### 公立学校
ダンベリー市にはダンベリー高校とヘンリー・アボット工業高校の2つの公立高校がある。それぞれ9年生から12年生を教えている。オルタナティブ・センター・フォー・エクセレンスという代替学校があり、その卒業生はダンベリー高校の卒業証書を得られる。6年生から8年生の中学校も2校ある。幼稚園から5年生までの小学校が13校あり、その中には国際教育マグネットスクールの西コネチカット・アカデミーもある。

### 教区学校
ローマ・カトリック教区学校はブリッジポート教区の管轄下にあり、次の学校がある。
- 高校: イマキュレイト高校（9年生から12年生）
- 小学校3校: セントピーター・セイクレッドハート学校（新生児から8年生）、セントグレゴリー・ザ・グレート学校（幼稚園前から8年生）、セントジョセフ学校（幼稚園前から8年生）[24]

### 私立学校
- アンダーソン・モンテッソリ学校
- コロニアルヒルズ・クリスチャン・アカデミー
- ハドソン・カントリー・モンテッソリ学校
- ニューイングランド・カントリー・デイスクール
- メイモニデス・アカデミー
- ウースター学校
- イマヌエル・ルーテル学校

## メディア
- 「ハムレットハブ・ダンベリー」[25]が地方ニュースを発行している
- 「ニューズ・タイムズ」はメディア・ニューズ・グループが所有する日刊紙である
- 「トリビュナ・ニューズペーパー」[26]は隔週刊の英語とポルトガル語の2言語新聞である
- WFAR-FM 93.3 – レディオ・ファミリア[27]はポルトガル語のラジオ局である
- WLAD-AM 800 は日中 1,000 ワット、夜間 287 ワットのAMラジオ局である
- WDAQ-FM 98.3（3,000 ）はバークシャー・ブロードキャスティング・コーポレーションが所有している
- WXCI-FM 91.7（3,000 ）はウェスタン・コネチカット州立大学が所有する大学ラジオ局であえい、過去も現在も学生が運営している。ウェスタン・コネチカット州立大学学生自治協会から資金が出ている

## 図書館
ダンベリー公共図書館はフィクション、ノンフィクションの印刷物を大量に保管している。DVDによる保管が増えており、近年ではブルーレイで補っている。この図書館はダンベリー市が成長するのに合わせ、1879年に設立された。
ロングリッジ図書館は市内ロングリッジ道路沿い、ウェストレディングとの境に近く、昔の校舎を使った小さな図書館である。冬を除いて水曜日から土曜日に開館され、毎月ブッククラブが開催されている。

## 見どころ

### ハイキング道
- ベア山保護地
- オールド・クエリー自然センター、マウンテンビル道路近くの39エーカー (16 ha) に短い教育用トレイルが2本あり、メモリアル・ドライブの端には徒歩専用道の入り口がある
- タリーワイル邸宅と公園[28]が市内の人気がある公園である。広さ722エーカー (292 ha) の公園に全長21マイル (34 km) のトレイルと幾つかの池がある。歴史的なビクトリア様式の邸宅と庭園は結婚式にも利用される。アイブス・トレイルが公園内を通っている。
- 2013年に完成したアイブス・トレイルは、リッジフィールドのベネットの池州立公園からウースター山州立公園、タリーワイル公園を通り、ベセルのロングリッジ道路沿いにあるベセル上水道施設を抜け、レディングのサイドカット・ロンドで終わる全長20マイル (32 km) のトレイルである。チャールズ・アイヴズ邸とハースストーン・キャッスルが道沿いにある。

### 公園
- ダンベリー・キャンドルウッド公園はキャンドルウッド湖を見下ろす公園である。水泳、ピクニック、ボートを楽しめる広さ11.1エーカー (4.5 ha) の公園である
- エルムウッド公園
- 八たーず・コミュニティ公園
- ケノーシャ公園
- リヒター公園
- ロジャーズ公園
- ハイランドアベニュー公園
- ブラインドブルック公園
- ベア山保護地
- タリーワイル公園 – 広さ722エーカー (2.92 km²) に全長21マイル (34 km) のハイキング・トレイルがあるレクリエーション公園。中心にある邸宅は賃借できる[29]

民営のモアファー・バックオー・ビヨンド・ゴルフコースの一部が市内に入っている。

### 博物館
- ダンベリー博物館と歴史協会
- ダンベリー鉄道博物館
- 南ニューイングランド軍事博物館[30]

### 行事など
- ダンベリー祭は1869年から1981年まで開催されていたが、1986年にその催事広場にダンベリー・フェア・モールが建設された。
- ダンベリーにはアメリカ陸軍予備役特殊任務部隊である第411民事大隊が駐屯している。
- ダンベリー病院は371床の総合病院であり、フェアフィールド郡とニューヨーク州パットナム郡住民に対応している[31]。この病院には新しいプラクセア地域心臓血管センター[32]があり、心臓切開手術や経皮的冠動脈形成術など最新式の循環器治療を行っている。
- リヒター公園ゴルフコースはダンベリーの市民ゴルフコースであり[33]、毎年アマチュアやジュニアのゴルフ大会を開催している。「コネチカット州のコース10傑」や「ニューヨーク都市圏のパブリックコース第2位」など様々な表彰を受けてきた[34]。

### アメリカ合衆国国家歴史登録財
| 登録財名称                         | 場所                                                                   | 登録日         |
| ---------------------------------- | ---------------------------------------------------------------------- | -------------- |
| ボールとローラー・ベアリング会社   | メイプル・アベニュー20–22                                              | 1989年9月25日  |
| チャールズ・アイヴズ邸             | マウンテンビル・アベニュー7                                            | 1976年5月26日  |
| ハースストーン                     | ブラッシーヒル道路18                                                   | 1987年12月31日 |
| ジョン・ライダー邸                 | メインストリート43                                                     | 1977年12月23日 |
| ロカスト・アベニュー学校           | ロカスト・アベニュー                                                   | 1985年6月30日  |
| メインストリート歴史地区           | ボウトン、エルム、アイブス、キーラー、メイン、ウェスト、ホワイト各通り | 1983年12月29日 |
| ミーカーズ・ハードウェア           | ホワイト通り86–90                                                      | 1983年7月9日   |
| オクタゴン・ハウス                 | スプリング通り21                                                       | 1973年6月7日   |
| P・ロビンソン毛皮裁断社            | オイルミル道路                                                         | 1982年12月30日 |
| タリーワイル                       | サザン・ブールバードとマウンテン道路                                   | 1988年2月6日   |
| ユニオン駅（ダンベリー鉄道博物館） | ホワイト通りとパトリオット・ドライブ                                   | 1986年10月25日 |
| リヒター邸                         | アーント・ハック道路100                                                | 2010年9月17日  |

## スポーツ
ニューイングランド大学間野球リーグの一員であるダンベリー・ウェスタナーズが、ダンベリーのロジャーズ・パークでホームゲームを行っている。
ユナイテッド・ホッケーリーグが2004年にダンベリーまで拡大した。ダンベリー・トラッシャーズが2004年10月にダンベリー・アイスアリーナで最初のシーズンに入った。そのロースターにはブレント・グレツキー（アイスホッケーの伝説的存在であるウェイン・グレツキーの弟）や、スコット・スターリング（元ニューヨーク・アイランダースのコーチ、スティーブ・スターリングの息子）がいた。スコットの兄のトッドが2004年から2005年のシーズンのコーチを行った。
2006年6月9日、トラッシャーズのオーナー、ジェイムズ・ギャランテが、コネチカット州のゴミ処理産業における違法行為に関する連邦政府の捜査で逮捕された。チームの執行役も詐欺罪で告発された。オーナーは選手に違法の補助金を出し、リーグの給与上限規定に違背したとされている。クラブは操作が続いたために閉鎖された。
2006年、同じアイスアリーナでニューイングランド・スターズという新しいホッケーチームが結成され、ノースイースタン・ホッケーリーグに加入した。チームはうまくやっていたが、リーグの方が2008年に運営を中止した。
2008年3月25日、新しく結成されたイースタン・プロフェッショナル・ホッケーリーグで、ダンベリーは新しいチームを持てる最初の都市に指名された。チームはダンベリー・マッドハンターズと呼ばれた。このリーグは1シーズンのみ運営されたが、その後は中断された。
2009年12月27日、新しく結成されたフェデラル・ホッケーリーグで、ダンベリーは新しいチームを持てる最初の都市に指名された。チームはダンベリー・ホエーラーズと呼ばれた。このホエーラーズという名前が使われるのは1997年以来のことになった。元のNHLハートフォード・ホエーラーズはノースカロライナ州に移転し、カロライナ・ハリケーンズに改称された。
ダンベリー高校は運動競技の強い伝統がある。レスリング、男女陸上競技、男子クロスカントリー、野球、テニス、バスケットボール、フットボールで実績を残してきており、州やニューイングランドの選手権で優勝してきた。
ダンベリー・ハッターズ・クリケットクラブは2001年に結成され、ノーウォーク、スタンフォード、ブリッジポート、ニューヘイブン、ウォータバリー、ウェストヘイブンなどの都市とともに南コネチカットで試合を行っている。
総合格闘技のアメリカン・トップチームがバーナムコート13にジムを持っている。

## 交通

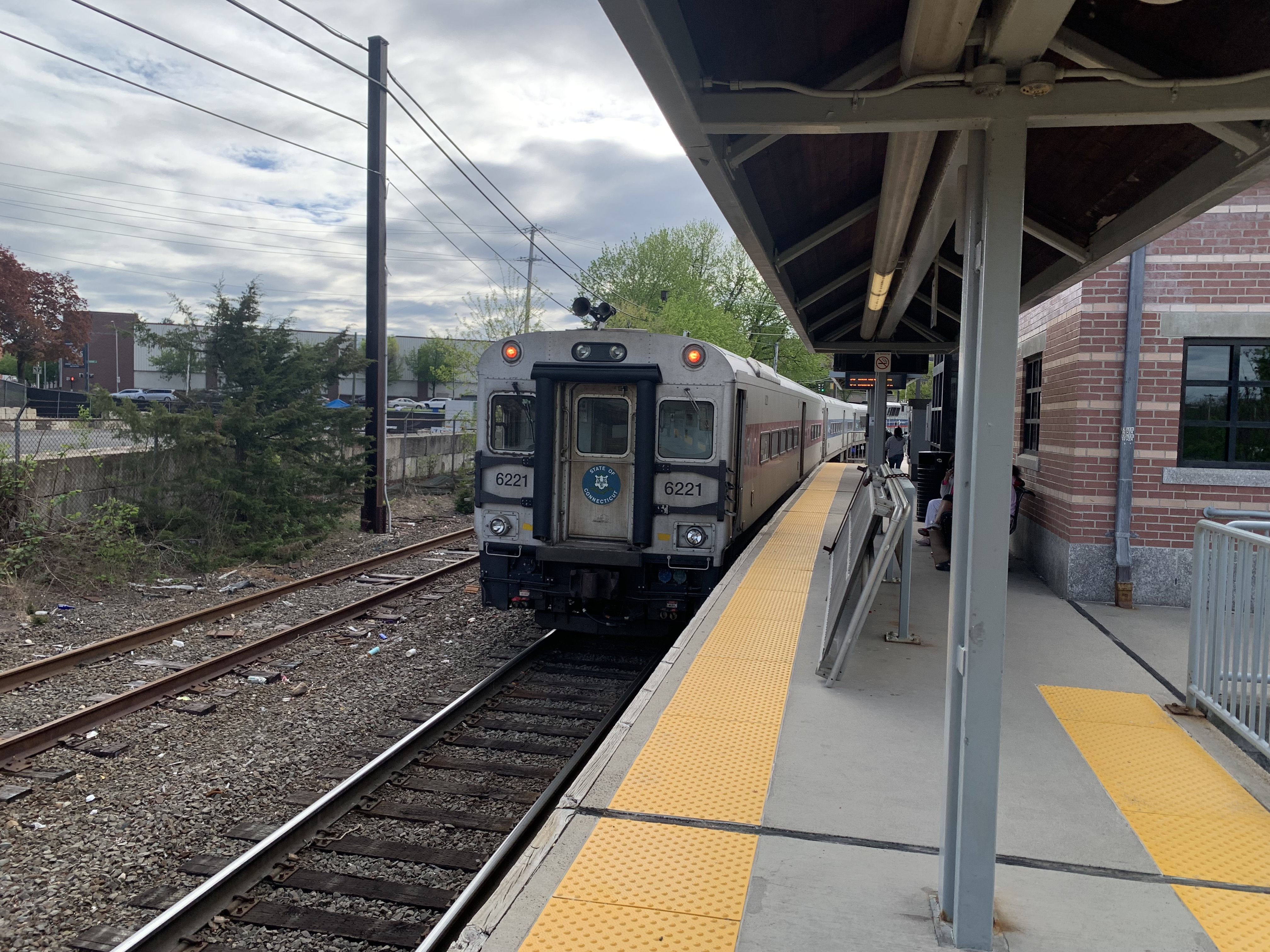
ダンベリー駅

ダンベリー駅はメトロノース鉄道（メトロポリタン・トランスポーテーション・オーソリティ）のダンベリー線終着駅である。サウス・ノーウォーク駅が始発駅である。当初はダンベリー・アンド・ノーウォーク鉄道として建設され、後にニューヨーク・ニューヘイブン・アンド・ハートフォード鉄道に買収された。ダンベリー線とメイブルック線の重要な乗換駅である。メイブルック線はニューヘイブンの主要貨物線であり、メイブルックでは別の鉄道線に代わる。ペン・セントラル鉄道がニューヘイブン線を買収した後、ポキープシー橋が焼けて線を使えなくなった時にメイブルック線が遮断された。今日、この歴史ある駅はダンベリー鉄道博物館の一部になっている。プロビデンス・アンド・ウースター鉄道とフーサトニック鉄道が貨物鉄道を運営している。
地方バス便はフーサトニック地域交通が運行している。
ダンベリー市内にはダンベリー市民空港がある（空港コードDXR）
州間高速道路84号線とアメリカ国道7号線が市内を通る幹線道路である。州間高速道路84号線は西のニューヨーク州のハドソン・バレー地域から東のウォーターバリーとハートフォードに向かう。アメリカ国道7号線は、南のノーウォークから北のリッチフィールド地域に向かう（州間高速道路95号線に接続する）。この2本の幹線道路は中心街で合流している。市内を通る主要平面道路は、レイク・アベニュー、ウェスト通り、ホワイト通り、フェデラル道路である。他に二次的な道路として市内西部を通る国道6号線、これと市の東部を繋ぐニュータウン道路、コネチカット州道53号線（メインストリートとサウス通り）、州道37号線（ノース通り、パダラナム道路、ペンブローク道路）、州道39号線（クラボードリッジ道路、ボールポンド道路）がある。

## 大衆文化の中で
- NBCテレビの番組『となりのサインフェルド』の1991年のエピソード『The Baby Shower』で、エレインがルームメイトはダンベリーで試合をしていると語る
- NBCテレビの番組『30 ROCK/サーティー・ロック』の2011年のエピソード『I Heart Connecticut』で、ダンベリー鉄道博物館が言及される
- ショウタイム (テレビ局)の番組『Weeds ママの秘密』の2012のエピソード『Only Judy Can Judge』では、ダンベリー・モールの話が出て来る
- アルフレッド・ヒッチコック監督の1951年の映画『見知らぬ乗客』は、一部ダンベリーで撮影された。主人公ガイ・ヘインズの故郷メトカーフとされた。
- 1968年の映画『レーチェル レーチェル』は、一部ダンベリーとその周辺で撮影された
- 2008年の映画『旅するジーンズと19歳の旅立ち』は、一部ダンベリーで撮影され、他にもコネチカット州のあちこちで撮影された
- ジョニー・デップが主演した2001年の映画『ブロウ』では、主人公ジョージ・ユングがダンベリー刑務所で26か月の刑期を務める
- HBO制作のテレビドラマ『ザ・ソプラノズ 哀愁のマフィア』のシーズン6で、ルパータッチ・ファミリーのキャプテン、フィル・レオタルドが、収監されているファミリーのボス、ジョン・サクリモーニは「ダンベリーで洗濯物を畳んでいる」と語る。ダンベリー刑務所のことを言っている

## 著名な出身者
- ジョナサン・ブランディス（1976年–2003年）、俳優
- フェリックス・キャヴァリエ、シンガーソングライター、音楽プロデューサー
- トレイシー・チャップマン、シンガーソングライター
- チャールズ・アイヴズ（1874年–1954年）、作曲家[35]
- ローラ・ニーロ、シンガーソングライター
- ジェンナ・フォン・オイ、女優
- モーリス・センダック（1928年–2012年）、絵本作家、『かいじゅうたちのいるところ』
- ビヴァリー・シルズ（1929年–2007年）、オペラ歌手、ニューヨーク・シティ歌劇場のゼネラル・マネージャー
- レックス・スタウト（1886年–1975年）、推理作家、ネロ・ウルフのシリーズで著名